# Hiệu ứng vòng kim cương

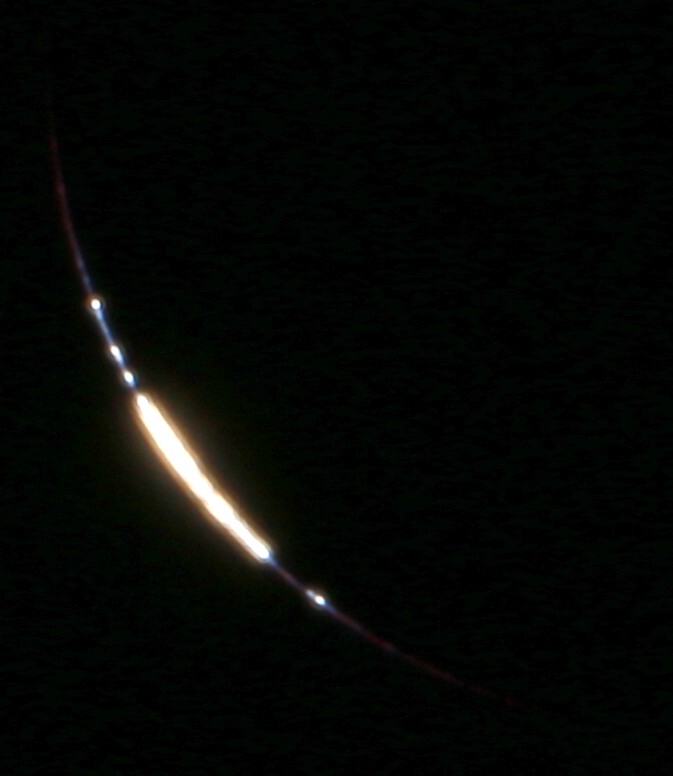
Hiệu ứng hạt Baily xảy ra trong thời gian ngắn, 4 giây trước pha toàn phần của nhật thực ngày 21 tháng 8, 2017

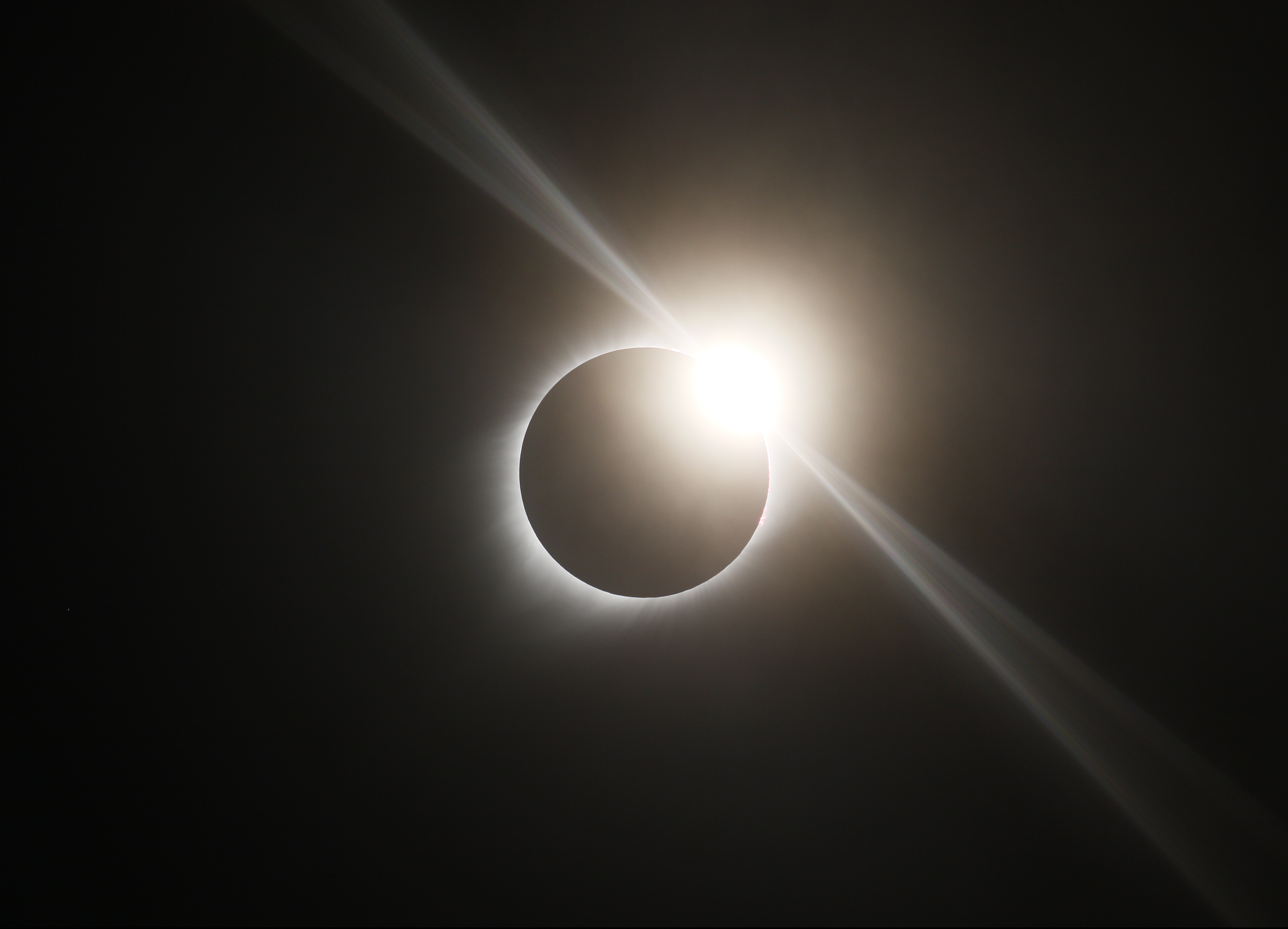
Hiệu ứng vòng kim cương khi nhật thực toàn phần tại Ravenna, Nebraska ngày 21 tháng 8 năm 2017.

Hiệu ứng vòng kim cương hay hiệu ứng vòng hạt Baily là một hiệu ứng xảy ra khi xuất hiện nhật thực toàn phần và nhật thực hình khuyên. Khi Mặt Trăng che khuất Mặt Trời, địa hình gồ ghề của Mặt Trăng được ánh sáng mặt trời chiếu vào. Tuy nhiên có một số nơi mà ánh sáng không thể tiếp cận làm xuất hiện hiệu ứng này. Nó được đặt tên theo Francis Baily, người đã giải thích hiện tượng này vào năm 1836.

## Lịch sử quan sát
Mặc dù Baily thường được cho là đã phát hiện ra nguyên nhân của hiệu ứng này, nhưng trước đó Edmond Halley đã thực hiện các ghi nhận đầu tiên của hạt Baily trong nhật thực của ngày 03 tháng 5 năm 1715 và được ông miêu tả, xác định chính xác nguyên nhân của hiệu ứng trong "Quan sát kì cuối của nhật thực toàn phần [...]" (tên tiếng Anh:Observations of the late Total Eclipse of the Sun) trong các văn kiện triết học của Hiệp hội Hoàng gia:
About two Minutes before the Total Immersion, the remaining part of the Sun was reduced to a very fine Horn, whose Extremeties seemed to lose their Acuteness, and to become round like Stars... which Appearance could proceed from no other Cause but the Inequalities of the Moon's Surface, there being some elevated parts thereof near the Moon's Southern Pole, by whose Interposition part of that exceedingly fine Filament of Light was intercepted.

## Trong phim ảnh và một số phương tiện khác
Cosmas Damian Asam có lẽ là họa sĩ đầu tiên mô tả nhật thực toàn phần và hiện tượng này. Bức tranh của ông được hoàn thành vào năm 1735.
Hiệu ứng hạt Baily được thấy trong chuỗi mở đầu của chương trình truyền hình NBC Heroes.
Hiệu ứng Diamond Ring được nhìn thấy trong chuỗi mở đầu của phim Star Trek: Voyager.